# Lars Anton Anjou
Lars Anton Anjou (Frösthult, 18 novembre 1803 – Visby, 13 dicembre 1884) è stato un teologo svedese.
Insegnante a Uppsala, fu direttore dei culti dal 1855 e vescovo di Visby (1865). Fu apprezzato storico della Riforma e del concilio di Uppsala.